# Marmarica
     Cirenaica
     Marmarica

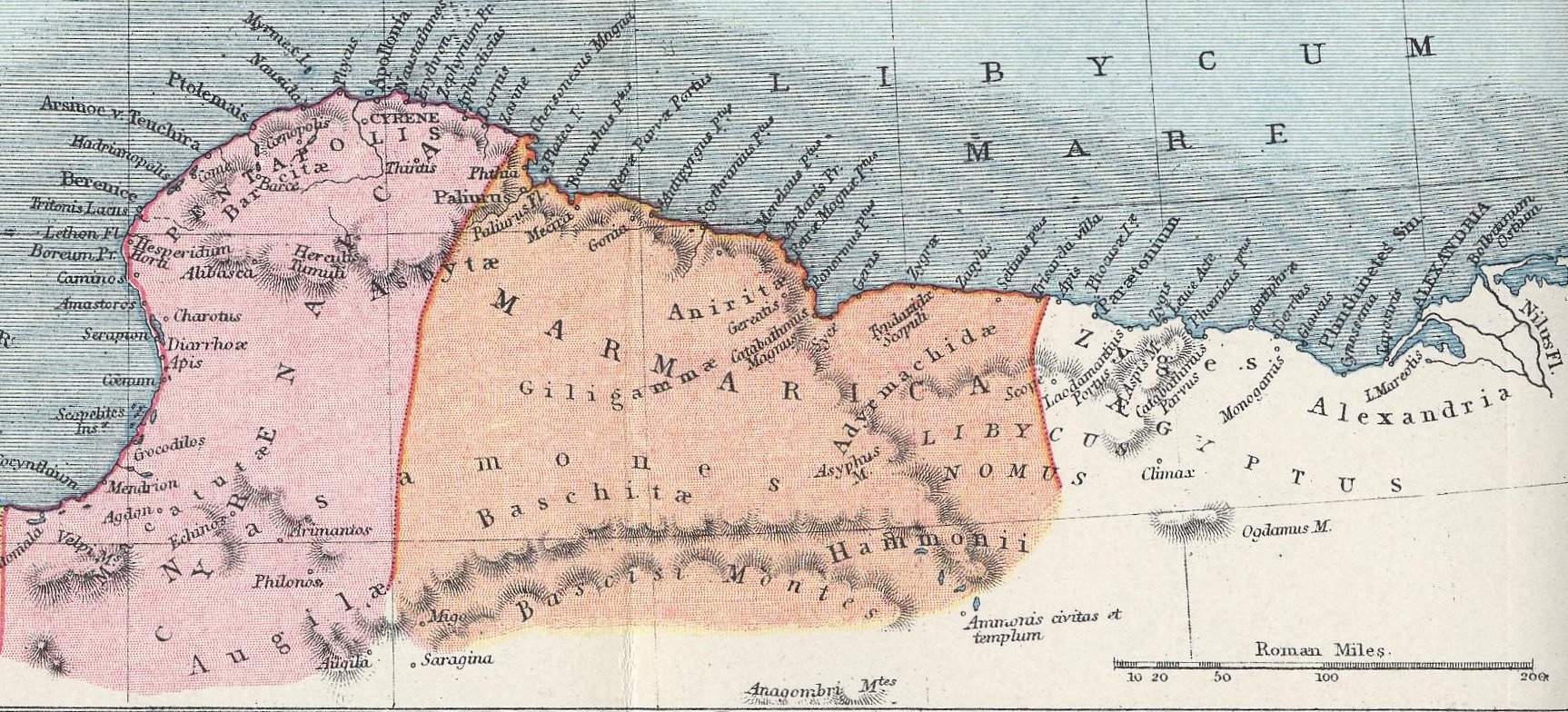
Cirenaica
Marmarica
nell'Antica Roma (II secolo a.C.)

La Marmarica è una regione costiera dell'Africa settentrionale, a cavallo tra Libia ed Egitto, a oriente della Cirenaica. Prevalentemente desertica, la regione fu luogo di aspri scontri durante la campagna del Nordafrica nel corso della seconda guerra mondiale. Il centro principale è la città di Tobruch.

## Geografia
La Marmarica, nota con questo nome già al tempo dei Romani (che la denominarono così per via del popolo dei Marmaridi ivi stanziati), non corrisponde a un'entità geografica ben definita e ha come unico limite certo il Mar Mediterraneo a nord. A occidente è separata dalla Cirenaica e dall'altipiano di Barca (il Jebel al Akhdar, la "Montagna Verde") per mezzo della pianura di Tanfassa e del letto di alcuni uidian (Uadi el Agara el Remla, Uadi Farais), dal punto di vista marittimo il limite è costituito dal Golfo di Bomba. Verso oriente invece i limiti si fanno meno netti, così come verso sud dove la regione digrada fino alla depressione di Al Qattara.
Rispetto alla vicina Cirenaica la Marmarica è contraddistinta da un territorio arido, stepposo e pianeggiante, completamente privo di insediamenti umani se non in prossimità delle poche oasi (oasi di Giarabub in Libia, oasi di Sīwa in Egitto) o della fascia costiera, anch'essa relativamente poco ospitale. Le città principali oltre a Tobruch sono Bardia in Libia e Sollūm, Marsa Matruh e Sīdī Barrānī in Egitto.